# Sav-Heol
Pour les articles homonymes, voir Sav-Heol (homonymie).
Sav-Heol est une maison d'édition en langue bretonne, créée en 1991[réf. souhaitée] dans le Pays rennais.

## Publications

### Ouvrages pour apprenants
Livres bilingues :
- (br + fr) Mark Kerrain, Troit e brezhoneg : Exercices de traduction en breton pour débutants (plus de 1660 phrases) d'après la méthode Ni a gomz brezhoneg, 2011, 2017 (1re éd. 2005)
- (br + fr) Mark Kerrain, Teurel blaz war ar yezh : Lexique français-breton de locutions et expressions idiomatiques, Reuz i.e. Le Rheu, Sav-Heol, 2012, 208 p. (ISBN 979-10-90456-00-6, présentation en ligne)[1]
- (br + fr) Mark Kerrain (trad. du breton), Pa nijo ar moc'h [« Quand les cochons voleront »] : Un dibab krennlavaroù brezhonek / Recueil de 950 dictons et proverbes bretons avec traduction en français, Reuz i.e. Le Rheu, Embann. Sav-Heol, 2011, 133 p. (ISBN 978-2-9534848-8-5, présentation en ligne)[2]
- (br + fr) Mark Kerrain, Kemmadur ha plijadur : Poelladennoù gant ar c'hemmadurioù evit ar studierien (exercice de mutations pour étudiants), octobre 2005 (présentation en ligne)
- (br + fr) Mark Kerrain, Daouzek kant lavarenn : Poelladennoù war an treiñ islavarennoù (exercice de traductions avec corrigés portant sur l'étude des subordonnées), 2016 (édition augmentée) (1re éd. 2006) (présentation en ligne)
- (br + fr) Mark Kerrain, Je parle breton à mon enfant : Komz brezhoneg a ran ouzh ma bugel, Reuz i.e. Le Rheu, Sav-Heol, 2010, 102 p. (ISBN 978-2-9534848-4-7, présentation en ligne)Suivi de petit vocabulaire parental de puériculture.
- (br + fr) Mark Kerrain (trad. du breton), 1000 krennlavar brezhonek / 1000 proverbes bretons traduits en français, Reuz i.e. Le Rheu, Sav-Heol, 2017, 142 p. (ISBN 979-10-90456-26-6, présentation en ligne)
- Mark Kerrain, La forme de fréquence ou forme d'habitude en breton, 2017, 60 p. (ISBN 979-10-90456-29-7, présentation en ligne)Livret qui explique l'utilisation de la forme de fréquence des verbes bezañ et kaout en breton, qui n'existe qu'au présent et à l'imparfait.
- (br + fr) Mark Kerrain, Geriaoueg ar sotoni, Le Rheu i.e.Le Reuz, Sav-Heol, 2018, 54 p. (ISBN 979-10-90456-10-5, présentation en ligne)Recueil de mots et expressions sur le thème des bêtises.
- (br + fr) Mark Kerrain, Pok din, Jozefin ! : 1 200 verbes bretons, précédé de Le verbe, mode d'emploi et de Tableaux de conjugaison, Reuz, Sav-heol, 2018, 94 p. (ISBN 979-10-90456-31-0, présentation en ligne)Livret qui explique aux étudiants et débutants comment faire des phrases simples en breton.

En breton :
- (br) Mark Kerrain, Etre fent ha c'hoarzh, 2006, 16 p. (présentation en ligne)
- (br) Mark Kerrain, Ur voutailh war an traezh : 12 danevell verr evit an deskarded / 12 récits pour débutants, Reuz i.e. Le Rheu, Embann. Sav-Heol, 2010, 66 p. (ISBN 978-2-9534848-3-0, présentation en ligne)
- (br) Mark Kerrain, Naoned, Senegal : 11 danevell verr evit an deskarded / 11 récits pour débutants, Reuz i.e. Le Rheu, Embann. Sav-Heol, 2010, 73 p. (ISBN 978-2-9534848-1-6 et 979-10-90456-28-0, présentation en ligne)
- (br) Mark Kerrain, Etre bourd ha fars : dastumad fentigelloù gant ebestel ar c'hoarzhin yac'h, Reuz i.e. Le Rheu, Sav-Heol, 2012, 94 p. (ISBN 979-10-90456-01-3, présentation en ligne)

### Ouvrages pour enseignants
- (br) Mark Kerrain, Kelenn d'an deraouidi, décembre 2005 (présentation en ligne)Cahier de 40 fiches pour enseignants, adaptées à la méthode « Ni a gomz brezhoneg » et destinées à favoriser l'activité orale en cours et à faciliter le travail de préparation de l'enseignant.

### Ouvrages pour la jeunesse
Pour enfants :
- (br) Mariasun Landa (trad. Mark Kerrain, ill. Degast'), Olifant kalon-evn, Le Rheu, Sav-Heol, 2010, 52 p. (ISBN 978-2-9534848-0-9, présentation en ligne)
- (br) Évelyne Brisou-Pellen (trad. Mark Kerrain), Ur sarpant glas e-barzh ar c'hlas, Reuz i.e. Le Rheu, Embann. Sav-Heol, 2010, 46 p. (ISBN 978-2-9534848-2-3, présentation en ligne)
- (br) Frères Grimm (trad. de l'allemand par Mark Kerrain), Rapunzel ha pemp kontadenn all [« Raiponce »], Reuz i.e. Le Rheu, Embann. Sav-Heol, 2011, 52 p. (ISBN 978-2-9534848-5-4, présentation en ligne)
- (br) Ar mell irvinenn : kontadenn-bobl eus Bro-Rusïa [« Gros navet »]  (trad. Mark Kerrain, ill. Maël Verot), Reuz i.e. Le Rheu, Embann. Sav-Heol, 2011, 16 p. (ISBN 978-2-9534848-6-1, présentation en ligne)
- (br) Fina Casalderrey (gl) (trad. du galicien par Mark Kerrain, ill. Maël Verot), Kevrin ar c'hizhier bihan, Reuz i.e. Le Rheu, Embann. Sav-Heol, 2011, 126 p. (ISBN 978-2-9534848-7-8, présentation en ligne)
- (br) Mariasun Landa (trad. Mark Kerrain, ill. Degast'), Ma buhez berrloer, Reuz i.e. Le Rheu, Embann. Sav-Heol, 2011, 64 p. (ISBN 978-2-9534848-9-2, présentation en ligne)
- (br) Mark Kerrain (ill. Maël Verot), Mammig a zo droug enni, Reuz i.e. Le Rheu, Embann. Sav-Heol, 2012, 18 p. (ISBN 979-10-90456-02-0, présentation en ligne)
- (br) Michel Piquemal (trad. Mark Kerrain, ill. Lionel le Néouanic), Kig mamout da goan, Reuz i.e. Le Rheu, Sav-Heol, 2012, 24 p. (ISBN 979-10-90456-03-7, présentation en ligne)
- (br) Christine Palluy (trad. Stefan Alliot, ill. Frédéric Pillot), Tapet gant ar sorserez, Reuz i.e. Le Rheu, Sav-Heol, 2013, 24 p. (ISBN 979-10-90456-04-4, présentation en ligne)
- (br) Irina Korschunow (trad. Aleksandr ar Gall, ill. Cécile Bonbon), Lanig a zo o vont da welet ar c'hezeg, Reuz i.e. Le Rheu, Sav-Heol, 2013, 32 p. (ISBN 979-10-90456-06-8, présentation en ligne)
- (br) Stéphane Servant (trad. Nolwenn Guignard, ill. Eva Czerwenka), An tamm pilhoù, 2013, 46 p. (ISBN 979-10-90456-08-2, présentation en ligne)
- (br) Michèle Simonsen (trad. Mark Kerrain, ill. Hélène Micou), Bisig pezh kof, Reuz i.e. Le Rheu, Sav-Heol, 2014, 20 p. (ISBN 979-10-90456-11-2, présentation en ligne)
- (br) Michel Piquemal (trad. Mark Kerrain, ill. Laurence Cleyet-Merle), Ar yar a zozve patatez, Reuz i.e. Le Rheu, Sav-Heol, 2014, 24 p. (ISBN 979-10-90456-12-9, présentation en ligne)
- (br) Didier Dufresne (trad. Mark Kerrain, ill. Frédéric Pillot), Faraon hag ar garantez, Reuz i.e. Le Rheu, Sav-Heol, 2014, 40 p. (ISBN 979-10-90456-13-6, présentation en ligne)
- (br) Mariasun Landa (trad. Mark Kerrain, ill. Maël Verot), Ar c'hwenenn a felle dezhi mont da gorollerez, Reuz i.e. Le Rheu, Sav-Heol, 2014, 82 p. (ISBN 979-10-90456-14-3, présentation en ligne)
- (br) Jihad Darwiche (trad. Mark Kerrain, ill. Christian Voltz), Al logodenn hag al laer, Reuz i.e. Le Rheu, Sav-Heol, 2015, 20 p. (ISBN 979-10-90456-15-0, présentation en ligne)
- (br) Éric Sanvoisin (trad. Mark Kerrain, ill. Nicolas Hubesch), Divskouarn an diaoul, LE RHEU, Sav-Heol, 2015, 40 p. (ISBN 979-10-90456-16-7, présentation en ligne)
- (br) Didier Dufresne (trad. Mark Kerrain, ill. Marion Billet), Tan dezhi!, Reuz i.e. Le Rheu, Sav-Heol, 2015, 24 p. (ISBN 979-10-90456-17-4, présentation en ligne)
- (br) Mark Kerrain (ill. Maël Verot), Macha hag an arzh : kontadenn-bobl eus Rusia, 2015, 18 p. (ISBN 979-10-90456-18-1, présentation en ligne)
- (br) Michel Piquemal (trad. Mark Kerrain, ill. Hervé Le Goff), Skol ar mamouted, Reuz i.e. Le Rheu, Sav-Heol, 2016, 24 p. (ISBN 979-10-90456-20-4, présentation en ligne)
- (br) Frédéric Marais (trad. Mark Kerrain, ill. Thierry Dedieu), Bob & Marley - An ti, 2016, 36 p. (ISBN 979-10-90456-21-1, présentation en ligne)
- (br) Frédéric Marais (trad. Mark Kerrain, ill. Thierry Dedieu), Bob & Marley : ar prof, Reuz i.e. Le Rheu, Sav-Heol, 2016, 36 p. (ISBN 979-10-90456-22-8, présentation en ligne)
- (br) Éric Sanvoisin (trad. Mark Kerrain, ill. Martin Matje), Ar suner-levrioù, Reuz i.e. Le Rheu, Sav-Heol, 2016, 48 p. (ISBN 979-10-90456-24-2, présentation en ligne)[3]
- (br) Éric Sanvoisin (trad. Mark Kerrain, ill. Martin Matje), Ar suner-levrioù : Ur blouzenn evit daou, Reuz i.e. Le Rheu, Sav-Heol, 2016, 48 p. (ISBN 979-10-90456-25-9, présentation en ligne)
- (br) Coline Promeyrat (trad. Mark Kerrain, ill. Martine Bourre), Ar yod mat, 2017, 20 p. (ISBN 979-10-90456-27-3, présentation en ligne)
- (br) Claire Bertholet (trad. Mark Kerrain, ill. Éric Gasté), Ouzh taol, morlaeron!, Reuz i.e. Le Rheu, Sav-Heol, 2018, 32 p. (ISBN 979-10-90456-30-3, présentation en ligne)
- (br) Praline Gay-Para (trad. Mark Kerrain, ill. Andrée Prigent), Pevar mignon e-touez an erc'h, Reuz i.e. Le Rheu, Sav-Heol, 2018, 20 p. (ISBN 979-10-90456-32-7, présentation en ligne)
- (br) Méli Marlo (trad. Mark Kerrain, ill. Pawel Pawlak), Karv-erc'h Tadig an Nedeleg, Reuz i.e. Le Rheu, Sav-Heol, 2018, 32 p. (ISBN 979-10-90456-36-5, présentation en ligne)

Pour adolescents :
- (br) Agustín Fernández Paz (gl) (trad. Mark Kerrain), Tasmant en ti, 2013, 108 p. (ISBN 979-10-90456-07-5, présentation en ligne)

### Poésie et chansons
- (br + fr) Kanaouennoù brezhonek, décembre 2005, 28 p. (présentation en ligne)Paroles de 49 chansons parmi les plus populaires, de "Tri martolod" à "Bro Gozh ma Zadoù".
- Barzhaz ar Reizh hag an Direizh, de Prosper Plouz. Poésies érotiques.
- (br) Mark Kerrain, Redek a rin keit... ha kanaouennoù all, Reuz i.e. Le Rheu, Sav-Heol, 2013, 60 p. (ISBN 979-10-90456-05-1, présentation en ligne)Recueil de 44 chansons —chansons inédites, comptines pour les enfants, adaptations de chansons connues, chansons à chanter en festoù-noz.
- (br) A-stroll (trad. Mark Kerrain), Parkadoù sivi da viken, Reuz i.e. Le Rheu, Sav-Heol, 2016, 52 p. (ISBN 979-10-90456-19-8, présentation en ligne)Recueil de chansons traduites notamment de l'anglais ou de l'espagnol.
- (br) Mark Kerrain, Gwerz Fañch : son an amann, Anna ha Johanna, son Bécassine ha kanaouennoù all, Reuz i.e. Le Rheu, Sav-Heol, 2018, 64 p. (ISBN 979-10-90456-34-1, présentation en ligne)

### Autres
- Guy de Maupassant et Charles Le Goffic, Guy de Maupassant et la Bretagne : 5 nouvelles et un récit de voyage de Guy de Maupassant, suivi d'un texte de Charles Le Goffic, Reuz i.e. Le Rheu, Sav-Heol, 2016, 102 p. (ISBN 979-10-90456-23-5, présentation en ligne)
- (br) Guy de Maupassant (trad. Mark Kerrain), Istorioù maouezed, Reuz i.e. Le Rheu, Sav-Heol, 2018, 96 p. (ISBN 979-10-90456-33-4, présentation en ligne)

### Sources et bibliographie
- « Sav Heol édite des ouvrages en breton au Rheu », sur ouest-france.fr, Ouest-France, 3 janvier 2019 (ISSN 0999-2138, consulté le 7 janvier 2019).